# Río General
El río General es un curso de agua de Costa Rica, perteneciente a la vertiente del océano Pacífico. Se encuentra ubicado al sureste del país. Nace en la cordillera de Talamanca y a la altura de Paso Real, se une al río Coto Brus para formar el río Grande de Térraba, el más extenso de Costa Rica. Da irrigación al Valle del General, importante región cafetalera del país, y donde se ubica la ciudad más poblada de la región, San Isidro del General, cabecera del cantón de Pérez Zeledón.